# ハリシュチャンドラ王
『ハリシュチャンドラ王』（ハリシュチャンドラおう、Raja Harishchandra）は、1913年のインドの叙事詩的サイレント映画。インド初の長編映画に位置付けられており、監督・製作はダーダーサーヘブ・パールケーが務めた。ハリシュチャンドラの伝説を題材にしており、D・D・ダーブケー、アンナ・サルンケー、バールチャンドラ・パールケー、ガジャナン・ヴァスデーヴ・セーンが出演している。サイレント映画のため、英語、マラーティー語、ヒンディー語のインタータイトルが付けられた。
1913年4月21日にボンベイのオリンピア劇場でプレミア上映が行われ、5月3日にギルガオンのコロネイション・シネマトグラフ&ヴァラエティ・ホールで一般公開された。『ハリシュチャンドラ王』は興行的な成功を収め、インド映画産業の礎を築いた。フィルムの一部は消失しており、最初と最後の部分のみがインド国立フィルム・アーカイヴに保管されているが、このフィルムについて一部の映画史家は同作をリメイクした『Satyavadi Raja Harishchandra』のものと主張している。

## ストーリー
ハリシュチャンドラ王が、王妃タマラティの前で息子ロヒタシュヴァに弓矢の使い方を教えている。彼は民の求めに応じて狩猟に出かけ、その帰り道で複数の女性の悲鳴を耳にする。悲鳴のする方向に向かったハリシュチャンドラは、聖者ヴィシュヴァーミトラがヤジュナを行っている場面に出くわし、意図せずに儀式を妨害してしまう。儀式を邪魔されたヴィシュヴァーミトラは怒り狂い、ハリシュチャンドラは怒りを鎮めるために自らの王国を差し出すことを申し入れ、彼は王宮に戻りタマラティに事の次第を伝える。王国を手に入れたヴィシュヴァーミトラはハリシュチャンドラ、タマラティ、ロヒタシュヴァを追放してしまう。間もなく、ロヒタシュヴァは追放先で夭折し、ハリシュチャンドラはタマラティをドム王の元に向かわせ、ロヒタシュヴァを無償で荼毘に付してもらうように頼もうとする。しかし、タマラティはドム王の元に向かう途中、ヴィシュヴァーミトラによってカーシーの王子を殺害した犯人に仕立てられてしまう。彼女は裁きの場で罪を認めたため、ハリシュチャンドラの手で斬首されることになった。ハリシュチャンドラが剣を振り上げた瞬間、2人の目の前にシヴァ神が現れる。ヴィシュヴァーミトラは、ハリシュチャンドラの清廉さを確かめるために試練を課していたことを明かし、彼に王冠を返還してロヒタシュヴァを生き返らせる。

## キャスト
- ハリシュチャンドラ（英語版） - D・D・ダーブケー（英語版）
- タマラティ - アンナ・サルンケー
- ロヒタシュヴァ（英語版） - バールチャンドラ・パールケー
- ヴィシュヴァーミトラ - ガジャナン・ヴァスデーヴ・セーン
- ダッタトレーヤ・キシルサガル[4]
- ダッタトレーヤ・テラング[4]
- ガンパット・G・シンデー[4]
- ヴィシュヌ・ハリ・アウンドカル[4]
- ナート・T・テラング[4]

## 製作

### 企画
1911年4月14日、ダーダーサーヘブ・パールケーは息子バールチャンドラを連れて、ギルガオンのアメリカ・インディア・ピクチャー・パレスで映画『Amazing Animals』（訳：アメイジング・アニマルズ、素晴らしい動物達）を鑑賞した。バールチャンドラはスクリーンに映し出された動物に衝撃を覚え、母サーラスワティに感想を伝えたが信じてもらえなかったため、パールケーは翌日に家族全員を連れて再び劇場に出かけた。その日は復活祭の時期と重なっていたため、劇場ではアリス・ギイの『キリストの生涯』が上映されていた。パールケーはスクリーンに映し出されるイエス・キリストの姿を見ながら、キリストの代わりにラーマとクリシュナの姿を思い描き、新たに「動画」ビジネスを始めることを決意したという。その後、パールケーはロンドンに渡り2週間かけて映画製作の技術を学び、帰国後の1912年4月1日に映画製作会社パールケー・フィルムズ・カンパニーを設立した。
ロンドン滞在時、パールケーはウィリアムソン・カメラとコダックのフィルム、パーフォレーターを購入しており、1912年5月にボンベイに到着した。荷物の到着後、パールケーはフィルムの現像室を作り、家族にパーフォレーションと現像手順を説明した。彼は映画の構想に自信を持っていたが、出資者が集まらなかったため製作を開始することができなかった。そのため、パールケーは製作技術のデモンストレーションを兼ねて短編映画を製作することに決め、鉢に植えたエンドウ豆をカメラで1日1フレームを1か月間かけて撮影し、エンドウ豆が成長する姿を1分間のフィルムに収め、『Ankurachi Wadh』（訳：エンドウ豆の成長）と題して資産家たちを集めて上映した。映像技術に関心を示したヤシュワントラオ・ナドカルニ、ナラヤーンラオ・デーヴァレなど数人の資産家が映画への出資を申し出たことで、パールケーは長編映画の製作に着手した。

### 題材

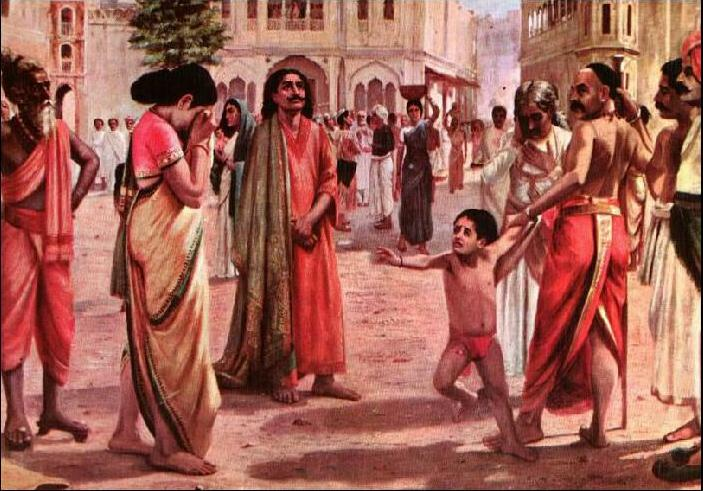
ハリシュチャンドラと妻子の別れを描いたラヴィ・ヴァルマの絵画

パールケーは、マラーティー語の雑誌『Suvarnamala』で『Surabaichi Kahani』（訳：スラー酒の物語）という作品を掲載していた。この作品はアルコール依存症の悪影響を描いており、彼が最初に映画化の候補に挙げていた作品だった。しかし、ボンベイで複数のアメリカ映画を鑑賞した際、これらの映画に観客が求めるミステリーやロマンスの要素が含まれていることを認識して、考えを改めた。また、家族からは「中産階級や女性にアピールできるストーリー」や「インドの文化を強く盛り込んだストーリー」にすることを勧められた。
ヒンドゥー神話の複数の物語を検討した結果、パールケーの家族は映画の題材としてクリシュナ、サヴィトリとサティアヴァン、ハリシュチャンドラの物語を候補に挙げた。当時、インドのマラーティー語演劇やウルドゥー語演劇ではハリシュチャンドラを題材にした演劇が人気を集めていた。また、パールケーは映画製作の夢を実現するため、マンガラ・ストラを除く妻の所持品を全て売り払ったことで友人や隣人から「ハリシュチャンドラ」と呼ばれていた。これらの理由から、パールケーはハリシュチャンドラを映画の題材に決め、脚本の執筆を始めた。

### キャスティング
パールケーは映画製作に必要なキャスト・スタッフを確保するために、インドゥ・プラカーシュなど複数の新聞に募集広告を出した。オーディションには多くの人々が参加したものの、パールケーを満足させる応募者は現れず、彼は募集を打ち切り、劇団所属の俳優をスカウトする方針に切り替えた。
パドゥラン・ガダダル・セーン、ガジャナン・ヴァスデーヴ・セーンはパールケーにスカウトされ、パールケー・フィルムズ・カンパニーの最初の所属俳優となった。パドゥランはナティヤカーラー劇団で女性役を演じた経験が豊富で、ガジャナンはウルドゥー語演劇を中心に活動しており、2人とも月給40ルピーの条件で入社した。D・D・ダーブケーはガジャナンの紹介で入社し、パールケーは彼の体格と性格を気に入り、ハリシュチャンドラ役に起用した。
募集広告を見た4人の娼婦がタマラティ役のオーディションに参加したが、パールケーは彼女たちの外見に満足できなかったため不合格にした後、募集広告の文言を「容姿端麗な女性のみ応募して下さい」と修正した。その後、2人の娼婦がオーディションに参加したものの、2日後には脱落している。パールケーは新たにオーディションに参加した若い情婦をタマラティ役に起用したが、彼女は4日間リハーサルを受けたものの、5日目に主人が撮影所に押しかけて自宅に連れ戻されてしまう。パールケーは再びタマラティ役の女性を探すことになり、グラント・ロードの風俗街を歩き回ってタマラティ役に相応しい女性を探したが、現地では「高給を支払うか、目当ての女性と結婚するか選べ」と迫られたという。ある日、グラント・ロードのレストランで休憩していたパールケーは、そこで女性的な細身の顔と手を持つ青年クリシュナ・ハリ（後のアンナ・サルンケー）と出会った。クリシュナ・ハリは月給10ルピーでレストランのコックやウェイターとして働いていたが、パールケーから月給15ルピーの条件を提示され映画出演を快諾した。
パールケーは複数の少年を対象にロヒタシュヴァ役のオーディションを行ったが、ロヒタシュヴァは森の中で暮らすシーンがあり、撮影に危険が伴うことから少年の両親が出演を拒否したためキャスティングは難航した。最終的にパールケーの息子バールチャンドラがロヒタシュヴァ役に起用され、彼がインド初の子役となった。

### プリプロダクション

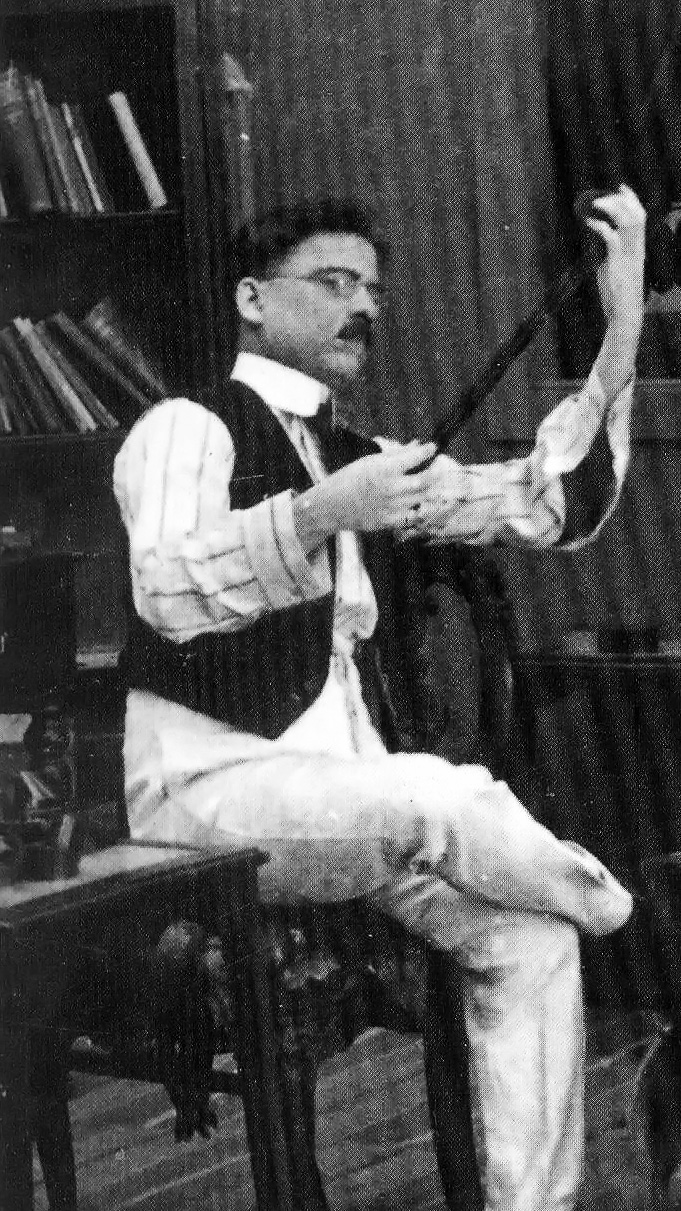
ダーダーサーヘブ・パールケー

パールケーは映画製作に際し、「工場」と呼ばれていた自身の映画スタジオに40人のスタッフを雇用した。当時、映画産業で働くことは忌避されていたため、パールケーはスタッフに対して、周囲の人には「ハリシュチャンドラ氏の経営する工場で働いている」と話すように勧めていた。彼は複数の外国映画を鑑賞して脚本のノウハウを学び、『ハリシュチャンドラ王』の脚本を完成させた。ヒロイン役が存在しないため、キャストは全員男性が起用された。女性役の男性は役作りのためサリーを着用し、サーラスワティの家事手伝いをこなした。起用された男性の大半は演技経験がなく、劇団に所属していた俳優は数人しかいなかったため、パールケーはキャストと数度にわたりリハーサルを行い、時には自らサリーを着て演技を実演した。また、リハーサルスタジオには英字雑誌から切り取った様々な表情が描かれた写真が天井から吊るされ、キャストはそれを見ながら表情の訓練を行っていた。
同じころ、ヒンドゥー神話を題材とした演劇を扱っている劇団ラージャプルカール・ナタック・マンダリがボンベイを巡業で訪れており、パールケーは劇団の主宰者バーバージラーオ・ラネと面会して映画の構想について話し合った。映画の構想に賛同したラネはパールケーへの支援を申し入れ、劇団所属の俳優や衣装（王冠、かつら、剣、盾、弓矢）を提供した。一方、パールケーの義兄は自身の主宰する2つの劇団（ベルガオカル・ナタック・マンダリ、サーラスワティ・ナタック・マンダリ）を通して支援を申し出たが、この時点でパールケーはキャスト・スタッフの人員が確保できていたため、申し出を辞退している。パールケーは衣装や舞台美術のデザインに際して、ラヴィ・ヴァルマとM・V・ドゥランダールの絵画を参考にし、自ら宮殿・ジャングル・山・草原・洞窟を撮影用のカーテンに描いている。屋内用の撮影セットが完成した後、画家のラングネカールが新たに月給60ルピーで起用された。
パールケーは撮影、配給のためにイギリス、フランス、ドイツ、アメリカから必要な機材を輸入している。購入した機材はホートン・ブッチャー、テッサー、パテなどのメーカーのネガフィルム、ポジフィルム、カメラ、照明器具、フィルム現像機、印刷機材、編集機材、ネガフィルムカット機材、映写機である。製作ではパールケーが監督、脚本、プロダクションデザイン、メイクアップ、編集、現像を担当した。また、彼はナーシク出身の幼馴染トリンバク・B・テラングをボンベイに呼び寄せた。当時、テラングはトリンバケシュワル・シヴァ寺院で僧侶をしており、幼少期にパールケーからスチール写真を教えてもらっていた。テラングと再会したパールケーはウィリアムソン・カメラの操作方法を彼に教え、撮影監督に起用した。

### 撮影
1912年のモンスーン期を過ぎたころに撮影が開始された。ダダルにあるパールケーのバンガローに撮影セットが作られたほか、ボンベイ郊外の村ヴァンガニでロケーション撮影が予定されていた。アンナ・サルンケーなどの女性役の俳優の一部は、女性を演じるために髭を剃ることに反発したが、これはヒンドゥー教において髭を剃る行為は、父親の死に際して行う宗教行為（アンティエスティ）に当たるためである。パールケーは俳優と彼らの父親を説得して髭を剃ることに同意させ、撮影地のヴァンガニに向かった。
先発してヴァンガニに到着していた撮影チームは寺院に宿泊し、パールケーが到着するまでの間、現地でリハーサルを行っていた。俳優たちが刀剣や盾を手にしてリハーサルする姿を目撃した村人たちは恐怖を感じ、村長に「盗賊が攻めてきた」と訴え、知らせを聞いた村長は警察長官に通報した。撮影チームは映画の撮影をしていることを警察長官に伝えたが聞き入れられず、全員が逮捕されてしまった。ヴァンガニに到着して事態を知ったパールケーは村長と警察長官に面会し、撮影機材を見せながら事情を説明して、さらに実際に俳優たちに演技をさせて撮影風景を見せた。説明と実演を見た警察長官は、パールケーの「新事業」の内容を理解し、撮影チームの釈放を認めた。
ロヒタシュヴァ役のバールチャンドラは子役たちとの演技中、岩の上から転落して頭部を負傷した。パールケーはすぐに救急箱を取り出して手当てをしたが、バールチャンドラの意識は戻らないままだったため、スタッフから「ボンベイの病院で治療を受けさせ、意識が戻ってから撮影を再開したらどうか」と勧められた。撮影が残っていたのはロヒタシュヴァの葬儀シーンで、回復を待ってから撮影を再開すると製作スケジュールが遅れてコストが余計にかかってしまうという問題が浮上した。最終的にパールケーは、バールチャンドラの意識が戻る前に、そのままロヒタシュヴァの葬儀シーンを撮影することに決めた。また、ハリシュチャンドラがタマラティ、ロヒタシュヴァと共にカーシーに向かう姿の撮影も行われたが、実際にカーシーで撮影することは経済的に困難だったため、撮影チームをトリンバケシュワルに派遣し、1か月間かけて該当シーンを撮影した。パールケーは日中に撮影したフィルムを夜間に現像したが、そのシーンに満足できなかった時は、翌日に撮影をやり直していた。撮影にかかった日数は6か月と27日間で、完成したフィルムの長さは3700フィート（1100メートル）、約4リールだった。
ヤジュナの煙の中から神が現れるシーンは、トリック撮影の手法を用いている。ネガフィルムは赤色のスペクトル感度の低いものが使用されたため、撮影セットや衣装、俳優のメイクでは赤色の彩色は避けられた。また、19世紀初頭の演劇では本編に先立つ導入部があり、俳優について解説することが通例だった。そのためスタッフは『ハリシュチャンドラ王』でもパールケー夫妻がそれぞれ大工、ナティ(Nati)として出演し、導入部で2人を解説することを提案した。パールケーはスタッフの提案に同意したが、サーラスワティは映画に出演することに難色を示したため、最終的にナティ役はパドゥラン・ガダダル・セーンが演じた。

## 公開

### プレミア上映

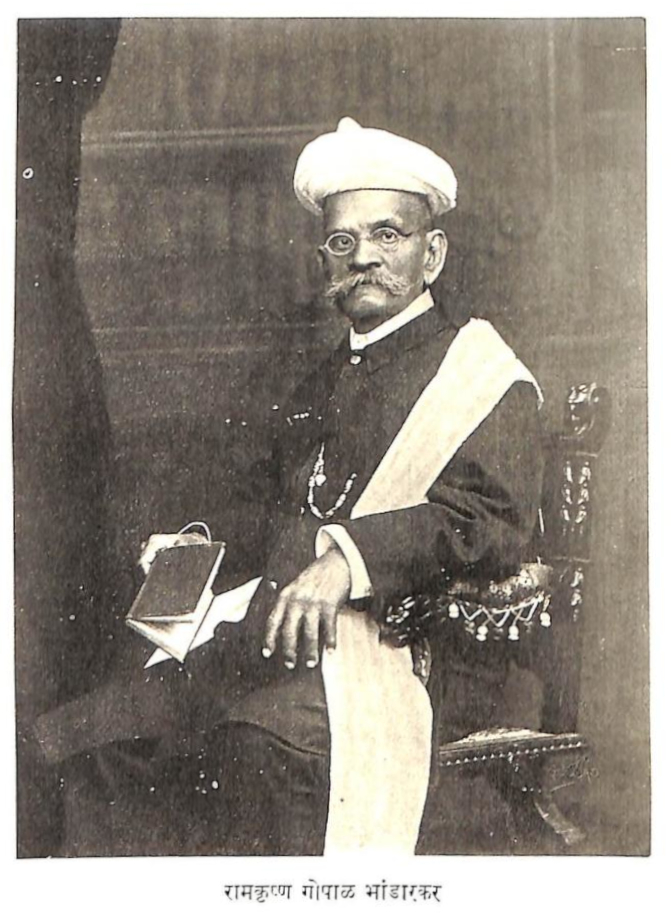
R・G・バンダルカル

『ハリシュチャンドラ王』は公開前の時点で批判の声が挙がっていたため、パールケーは上映館を確保するのに苦労したという。彼は選定した観客を対象にプレミア上映を行うことを考え、ボンベイのオリンピア劇場で1913年4月21日午後9時の上映時間を確保した。観客として招待されたのはバールチャンドラ・バータヴデカル（医師・公務員）、R・G・バンダルカル（学者）、ジャスティス・ドナルド（少額訴訟裁判所判事）、新聞社の記者・代表といったボンベイの知識人や名士だった。プレミア上映直前に娘マンダーキニーが肺炎にかかったため、パールケーの兄シヴラームパントは上映延期を勧めたが、パールケーは招待状を送付し終わっていたことや、4月21日以外の上映日が確保できなかったことから予定通りプレミア上映を決行した。
バータヴデカルはパールケーの「斬新さ」を絶賛し、ドナルドは「ヨーロッパ人がヒンドゥー神話を理解するのに役立つ映画」と評価した。ケサリ紙のアナント・ナラヤン・コールゲカルは「パールケーは、彼自身の技術を壮大な規模で世界中に見せつけた」、ザ・タイムズ・オブ・インディアは映画で描かれたシーンは「シンプルに素晴らしく、このインド人の職人技を見ることができるのは本当に喜ばしいことだ」とそれぞれ批評している。また、ギルガオンにあるコロネイション・シネマトグラフ&ヴァラエティ・ホールの支配人ナーナーサーヘブ・チトレは映画の出来栄えに感激し、同劇場での上映を申し込んでいる。

### 一般上映
1913年5月3日にコロネイション・シネマトグラフ&ヴァラエティ・ホールで一般上映され、上映前にはイレーネ・デルマルのダンス、マクレメンツの喜劇、アレクサンドロフのフットジャグリングなどのショーが上演された。ショーと映画本編を合わせた上映時間は1時間30分で、上映回数は1日4回（午後6時、午後8時、午後10時、午後11時45分）で、ボンベイ・クロニクルに掲載された広告には「入場料は通常料金の2倍になります」と書かれていた。同劇場では1週間上映された後に12日間上映期間が延長され、5月17日には女性と子供を対象に入場料の半額サービスが実施された。当初、上映日は5月18日までの予定だったが、予想外に人気が集まったため、さらに上映期間が延長された。映画は5月25日までの23日間上映され、6月28日からはアレクサンドラ劇場でも上映が開始された。ボンベイ・クロニクルの1913年5月5日号では、「この素晴らしいドラマは、俳優たちによって見事に描写された」と批評し、映画のシーンを描写したパールケーの「芸術性と独創性」を絶賛している。
映画がボンベイでヒットしたというニュースはインド中に知れ渡り、各地で『ハリシュチャンドラ王』の上映を求める声が挙がった。しかし、当時は配給会社が存在しなかったため、パールケーは映写機やオペレーター、アシスタントを各地に派遣して上映を行う必要があった。スーラトのナワービー劇場で上映した際、パールケーは劇場所有者との間に利益の50%を支払うパートナーシップを仮契約した。同地で宣伝活動したものの、初上映回の利益は3ルピーという結果となり、劇場所有者はパールケーに対して「ショーの中止」「上映期間の延長」「入場料の値下げ」を要求したが、パールケーは要求を拒否した。彼は代わりにグジャラート語で新たな広告を出し、「幅3/4インチ、長さ2マイルの写真5万7000枚を、たった1インド・アンナで見れる」と宣伝し、さらに町の交差点で俳優たちに映画のシーンを実演させた。これらの宣伝活動の結果、映画の収益は300ルピーに増加したという。その後、映画はプネー、コロンボ、ロンドン、ラングーンでも上映され、上映時にはマラーティー語とヒンディー語のインタータイトルが付けられた。

## レガシー

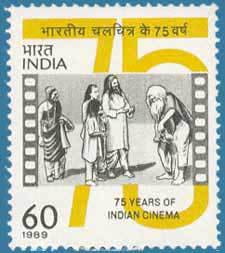
『ハリシュチャンドラ王』75周年を記念して発行された記念切手

映画史家フィローゼ・ラングーンワーラーは『ハリシュチャンドラ王』について、「広範囲の様々な場所で多くの観客に感銘を与え、感情に訴えかけた。興行的な成功は承認の証となり、インド映画産業の礎を確立した」と批評した。映画監督のゴーヴィンド・ニハラニは、映画は直射日光の当たる屋外と、白いモスリンで直射日光を遮り乱反射させた柔らかい太陽光の当たるスタジオで撮影されたと分析しており、色調のグラデーションやライティング、カメラワークを高く評価している。また、煙の中から神が現れたり消えたりするシーンは、「一発撮りで撮影された印象を受ける」と語っている。映画批評家のサティーシュ・バハードゥルは、映画のタイトルカードは英語とヒンディー語で表記されていたものの、「明白な形でマハーラーシュトリアンに関する何かが映画の中に含まれていた」と指摘している。また、映画に登場する建築物や衣装のデザインについては、北インドよりもデカン高原に存在したマラーター王国のペーシュワーの影響を感じさせると指摘している。アシシュ・ラージャディヤークシャは著書『The Phalke Era: Conflict of Traditional Form and Modern Technology』の中で、観客を映画の中に引き込むために絵画、演劇、伝統芸術から物語様式を引用していると指摘している。インド国立フィルム・アーカイヴのディリップ・ラージプートは映画のシーンが高速に感じられることについて、『ハリシュチャンドラ王』で使用したプロジェクターは16-18コマ/秒だったのに対し、現代のプロジェクターは24コマ/秒であることが原因と分析している。
2009年にパレーシュ・モーカーシーが『ハリシュチャンドラ王』の製作秘話を描いた『ハリシュチャンドラの工場』を製作し、同作は第56回国家映画賞でマラーティー語長編映画賞を受賞している。また、第82回アカデミー賞の国際長編映画賞、第62回英国アカデミー賞の非英語作品賞、第66回ゴールデングローブ賞の外国語映画賞のインド代表作品に選出されたが、いずれも最終候補5作品にはノミネートされなかった。

### フィルムの保管状況
オリジナルのフィルムの長さは3700フィート（1100メートル＝約4リール）であるが、1917年にフィルムを牛車に乗せて上映館に運んでいた際、移動の際に生じる摩擦と屋外の高温に長時間さらされたことでフィルムが焼失している。このトラブルに際してパールケーは再撮影を行っており、この再撮影されたフィルムが現代に伝わっている『ハリシュチャンドラ王』のフィルムとされている。一方、オリジナルのフィルムについては、最初と最後の部分のみがインド国立フィルム・アーカイヴに保管されている。複数の映画史家は、現存するフィルムは『ハリシュチャンドラ王』のものではなく、リメイク版の『Satyavadi Raja Harishchandra』のフィルムではないかと主張している。インド国立フィルム・アーカイヴの手によってフィルムの複製作業が行われたが、この際に映像の左側が20%ほど消失している。また、2002年1月8日にインド映画テレビ研究所で発生した火災によって、現存するフィルムは他の1700点の硝酸塩フィルムと共に焼失したと考えられている。後にパールケーの子供たちが保管していたプライベートコレクションからフィルムの提供を受け、インド国立フィルム・アーカイヴがフィルムの修復及びデジタル化を行っている。

### 「インド初の長編映画」の称号

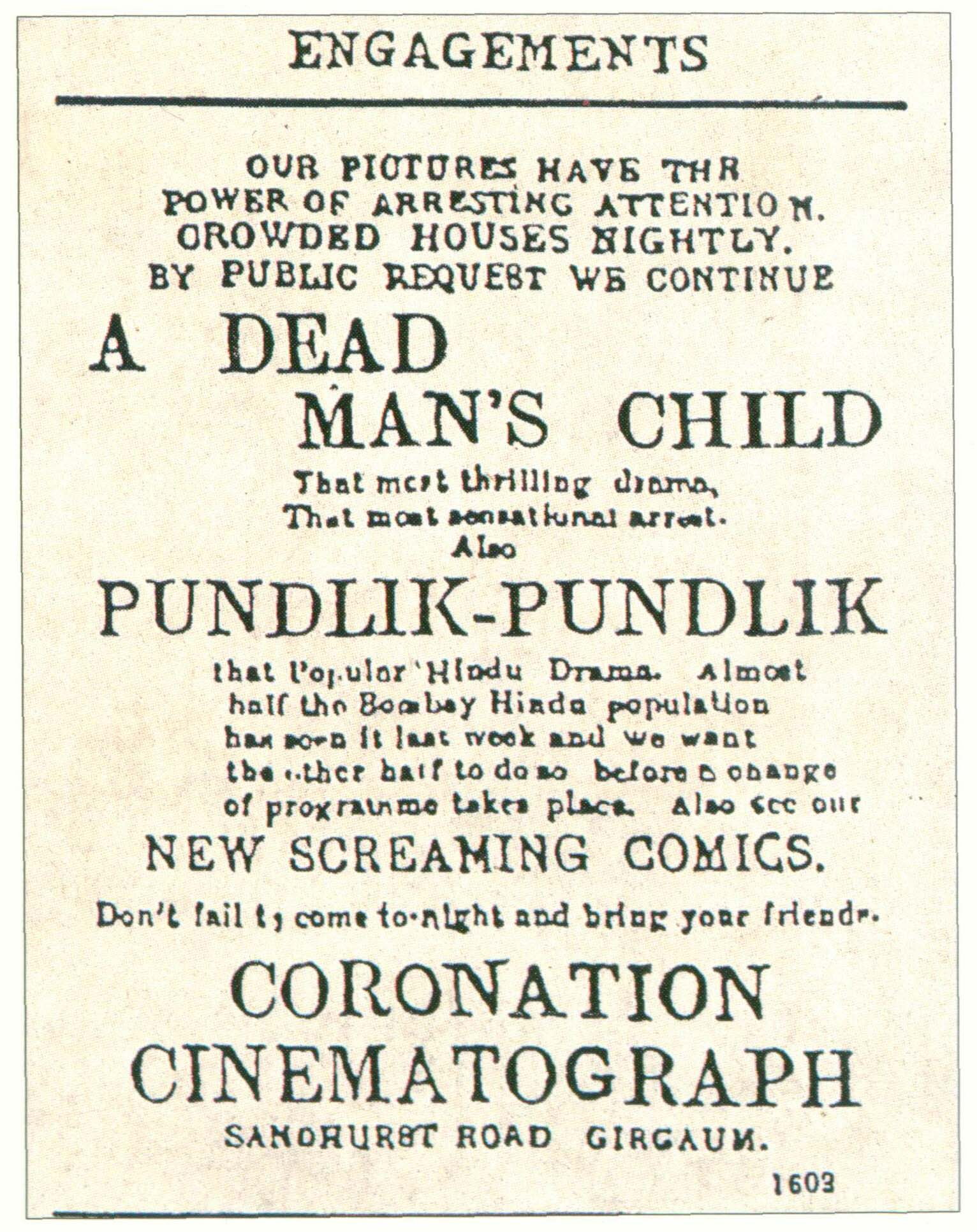
『Shree Pundalik』ポスター

『ハリシュチャンドラ王』がインド初の長編映画なのかを巡っては、これまでに何度も論争が起きている。一部の映画史家は、ダーダーサーヘブ・トルネの『Shree Pundalik（訳：プンダリク氏）』がインド初の長編映画と主張している。同作は1912年5月18日に公開されており『ハリシュチャンドラ王』よりも1年早かったが、『Shree Pundalik』はマラーティー語演劇を撮影して映画作品として編集したものであり、イギリス人が撮影してロンドンで編集したという経緯から、多くの映画史家は『ハリシュチャンドラ王』をインド初の長編映画に位置付けている。インド政府も『ハリシュチャンドラ王』をインド初の長編映画として認定しており、1969年にはインド初の長編映画を製作したパールケーの業績を称えて、インド映画界において最も権威ある映画賞に位置付けられるダーダーサーヘブ・パールケー賞を創設した。